# Mompantero
Mompantero es una localidad y comune italiana de la provincia de Turín, región de Piamonte, con 678 habitantes.

## Evolución demográfica
| Gráfica de evolución demográfica de Mompantero entre 1861 y 2001 |
|                                                                  |
| Fuente ISTAT - elaboración gráfica de Wikipedia                  |